# Эдвардс, Джонатан (проповедник)
Джонатан Эдвардс
(Jonathan Edwards; 5 октября 1703 — 22 марта 1758) — американский конгрегационалист-проповедник из города Нортгемптон, который отстаивал возвращение к пуританскому образу жизни первых колонистов. Считается величайшим богословом и проповедником эпохи Великого пробуждения. Дед 3-го вице-президента США Аарона Бёрра по материнской линии.

## Биография
Сын настоятеля церкви в Коннектикуте Тимоти Эдвардса (1669—1758) и его жены Эстер Эдвардс, урождённой Стоддард (1672—1771), дочери пастора конгрегационалистской церкви в Нортгемптоне Соломона Стоддарда (1643—1729), Джонатан Эдвардс был пятым из одиннадцати детей в семье, у него было десять братьев и сестёр, в том числе Эстер Эдвардс (1695—1766), Элизабет Эдвардс (1697—1733), которая была замужем за Джайбезом Хантингтоном (1691—1752), Энн Эдвардс (1699—1790), Мэри Эдвардс (1701—1776), Юнис Эдвардс (1705—1788), Эбигейл Эдвардс (1707—1764), Джеруша Эдвардс (1710—1729), Ханна Эдвардс (1713—1773), Люси Эдвардс (1715—1736) и Марта Эдвардс (1717—1794). С 13 лет посещал Йельский университет. В ранние годы выработал своеобразное богословское учение, соединяющее воззрения французских гугенотов (мир должен познаваться как воплощение божественного замысла), Джона Локка (сенсуализм: «ничего нет в разуме, чего не было бы ранее в чувствах») и Исаака Ньютона (которого признавал величайшим человеком своего времени).
Как вождь «новосветников» Эдвардс не признавал арминианскую доктрину свободной воли и требовал внушения ужаса перед Богом даже малым детям. В Энфилде 8 июля 1741 г. он произнёс нашумевшую проповедь «Грешники в руках разгневанного Бога», настолько напугав своих слушателей последствиями божественного гнева, что многие падали в обморок, вскрикивали и бились в судорогах:

Каждый, кто ещё не принял Христа, сейчас пробудись и спасайся от грядущего гнева. Вне всякого сомнения гнев Всемогущего Бога пребывает над каждым неспасённым грешником, живущим в этом мире. Бегите из этого Содома!
В телесных проявлениях экзальтации «пробужденцы» видели неоспоримый знак присутствия Святого Духа, однако сам Эдвардс не считал их существенными, отвергая крайности ривайвелизма. В этом смысле он был близок к «старосветникам» вроде Чарльза Чонси, которые признавали единственным мерилом подлинной веры не вспышки экзальтации, а постоянство в добродетели на протяжении всей жизни.
Оказавшись в центре полемики между «новосветниками» и «старосветниками», Эдвардс в 1750 году был уволен собственными прихожанами. После этого занялся миссионерской деятельностью среди индейцев и снискал на этом поприще большой авторитет. В последний год жизни Эдвардс был избран президентом Принстонского колледжа в Нью-Джерси, но вскоре умер во время эпидемии оспы. Ему посвящено стихотворение Борхеса из книги «Иной и прежний».

## Семья
Джонатан Эдвардс был женат на Саре Пьерпонт (1710—1754), дочери министра и священника Джеймса Пьерпонта (1659—1714), от которой у него было одиннадцать детей:
- Сара Эдвардс (1728—1805) — вышла замуж за Элайху Парсонса (1719—1785).
- Джеруша Эдвардс (1730—1748)
- Эстер Эдвардс Бёрр (1732—1758) — в 1752 году вышла замуж за пресвитерианского священника Аарона Бёрра-старшего (1716—1757), президента Колледжа Нью-Джерси (ныне Принстонский университет), от которого у неё было двое детей: Сара «Салли» Бёрр (1754—1797), жена юриста Таппинга Рива (1744—1823) и Аарон Бёрр-младший (1756—1836), 3-й вице-президент США.
- Мэри Эдвардс (1734—1807) — вышла замуж за Тимоти Дуайта III (1726—1777).
- Люси Эдвардс (1736—1786) — вышла замуж за Джахила Вудбриджа (1738—1796).
- Тимоти Эдвардс (1738—1813)
- Сюзанна Эдвардс (1740—1803) — вышла замуж за Элизера Портера-младшего (1728—1797).
- Юнис Эдвардс (1743—1822) — вышла замуж за Томаса Поллока III (ок. 1730—1777).
- Джонатан Эдвардс-младший (1745—1801)
- Элизабет Эдвардс (1747—1762)
- Пьерпонт Эдвардс (1750—1826) — его сыном был юрист, демократ, 27-й и 29-й губернатор Коннектикута Генри Уэггэмэн Эдвардс (1779—1847).

## Философские взгляды Дж. Эдвардса
Эдвардс был сторонником окказионализма и, подобно, Джорджу Беркли, отрицал независимое от сознания существование материальной субстанции. 

Эдвардс самостоятельно и независимо от Беркли прошёл его путём и фактически вывел формулу esse est percipi (существовать — значит быть воспринимаемым).— Покровский Н.Е. Ранняя американская философия. М., 1989. — С. 215.

## Выдающиеся потомки
Известность многих потомков Эдвардса приводилась в качестве доказательства истинности положений евгеники. К 1900 году общая численность потомков Джонатана Эдвардса составляла 1 394 человека, среди которых было:
- 1 295 выпускников колледжа;
- 13 руководителей самых известных американских колледжей (фактически — ВУЗов);
- 65 преподавателей высшей школы;
- 60 врачей, многие из которых были выдающимися;
- более 100 священнослужителей и теологов;
- 75 офицеров Армии и Флота США;
- 60 известных писателей;
- более 100 практикующих юристов;
- 30 судей;
- 80 чиновников высокого ранга (в том числе один Вице-президент США);
- 3 члена Сената США;
- несколько должностных лиц среднего (в масштабах страны) ранга, а также несколько управляющих железными дорогами, банками, страховыми компаниями и крупными промышленными предприятиями.

Никто из потомков Эдвардса не был осуждён за совершение какого-либо преступления. По крайне мере, какие-либо данные об обратном отсутствуют.

## Труды Джонатана Эдвардса
- Проповедь «Грешники в руках разгневанного Бога»
- Советы новообращённым
- Божья ли это работа?
- Подлинное переживание!
- Религиозные чувства
- Признаки работы Духа истины
- Свобода воли